# Parlement Jeunesse Wallonie-Bruxelles
Le Parlement Jeunesse Wallonie-Bruxelles (PJWB) (anciennement Parlement Jeunesse de la Communauté Française) est une ASBL organisant une simulation parlementaire non partisane et d'autres activités de sensibilisation au fonctionnement démocratique actuel. Les activités de l'ASBL reproduisent le fonctionnement d'un parlement. Une simulation est organisée chaque année par l'ASBL Parlement Jeunesse, pendant les congés de détente (février-mars), dans l'hémicycle du Parlement de la Fédération Wallonie-Bruxelles, à Bruxelles.
Il s'agit d'un jeu, aucune connaissance politique ni aptitude particulière n'étant requise formellement pour y participer.

## Histoire du Parlement Jeunesse
Le 1er avril 1996, l'ASBL Parlement Jeunesse, première initiative de ce type en Belgique est fondée par deux étudiants liégeois. Ces deux étudiants venaient de participer au  Parlement jeunesse du Québec, une simulation parlementaire au Québec existant depuis 1949.
La première simulation du Parlement Jeunesse eut lieu au Sénat, puisque la Fédération Wallonie-Bruxelles, alors Communauté française de Belgique, ne possédait pas encore son propre hémicycle et occupait celui de la Haute Assemblée.
Le 22 février 1997 eut lieu la première simulation de ce qui s'appelait encore le Parlement Jeunesse de la Communauté française. Depuis cette date, chaque année, une délégation de 5 jeunes Belges part au Québec participer au Parlement jeunesse du Québec, entre Noël et Nouvel An. Et inversement, une délégation de 5 Québécois siège au PJWB.
Depuis sa création, le PJWB a inspiré la création d'autres simulations. C'est le cas en 2008 du Jeugd Parlement Jeunesse (JPJ), une simulation belge bilingue et du Vlaams Jeugd Parlement (VJP) en 2013, une simulation belge flamande. En 2016, un ancien participant au Parlement Jeunesse fonde le Conseil des Jeunes Valdotains (CJV) en Vallée d'Aoste (Italie). D'autres délégations étrangères ont depuis rejoint les députés du PJWB. Des députés du Val d'Aoste, du Jura suisse, de Louisiane et du Sénégal donnent au Parlement Jeunesse Wallonie Bruxelles une envergure internationale.

## Missions
Le Parlement Jeunesse Wallonie-Bruxelles vise à apporter aux jeunes francophones résidant en Belgique une meilleure compréhension de système parlementaire via des activités vivantes. L'ASBL Parlement Jeunesse est une organisation pluraliste et indépendante de tout mouvement politique ou philosophique. Son but social est de : 
1. Sensibiliser à la démocratie ;
2. Favoriser la rencontre de jeunes provenant de tous les milieux, type d'étude ou de toute origine ;
3. Eduquer a la différence et au respect d'autrui ;
4. Eveiller a la prise de décision en Assemblée et aux facteurs culturels, économiques, sociaux et politiques présents dans les processus décisionnels ;
5. Faire des participants•es des CRACS ;
6. Renforcer la confiance en soi et l'esprit critique ;
7. Pousser à la recherche du compromis et à la négociation ;
8. Donner aux jeunes l'occasion de mieux comprendre les mécanismes parlementaires, d'identifier les étapes du processus législatif[4].

## Déroulement
Le Parlement Jeunesse Wallonie-Bruxelles cherche à reproduire le fonctionnement du Parlement de la Fédération Wallonie-Bruxelles, à quelques détails près. La semaine de simulation comporte en effet des contraintes temporelles et techniques qui imposent certaines simplifications de procédures.
Le PJWB se compose donc d'un gouvernement, composé de quatre ministres, dont le Ministre-Président, chef de l'exécutif. Chaque ministre dépose un projet de décret (le nom que portent les lois votées par le PFWB) qui sera soumis à l'Assemblée.
Enfin, quatre commissions se penchent chacune sur l'un des projets déposés par le Gouvernement. Des Présidents de commission veillent à leur bonne tenue.
Les jeunes députés, pour parfaire leur immersion, se doivent de respecter le decorum, soit l'institution qui les accueille. Ils revêtent pour ce faire des tenues de ville, se lèvent au moment de prendre la parole, remercient la présidence de la leur avoir transmise, etc. Ces règles, moins observées dans les parlements belges, ont l'avantage de planter rapidement le décor et d'instaurer immédiatement un climat d'écoute et de respect.
Un pays fictif, la Péjigonie : Afin de pouvoir toucher à d'autres compétences que celles de la Fédération Wallonie-Bruxelles, le PJWB a développé le concept de Péjigonie. La Péjigonie est un Etat francophone fictif au contexte socio-économique similaire à celui de la Belgique. Le concept de Péjigonie permet de simplifier la structure institutionnelle que doivent gérer les jeunes députés tout en autorisant tous les débats au sein de l'hémicycle.
Absence de discipline de parti : Au-delà de certains rôles ou procédures, le Parlement Jeunesse Wallonie-Bruxelles se distingue d'un véritable parlement par l'absence de discipline de parti qui y règne, à l'instar de ce qui se passe au Parlement jeunesse du Quebec. Les groupes présents en hémicycle n'ont donc qu'un rôle organisationnel : chaque député est libre de défendre l'avis qu'il souhaite, sans devoir se maintenir dans les limites de ce que son groupe estimerait dicible. Ainsi, un membre de la Majorité peut, quand il le souhaite, s'opposer à une proposition ministérielle ; et vice versa. De la sorte, le Parlement Jeunesse Wallonie-Bruxelles entend favoriser un débat plus riche, plus libre et plus démocratique. Enfin, cette disposition assure la neutralité et l'indépendance idéologique du Parlement Jeunesse Wallonie-Bruxelles vis-à-vis des vrais partis.

## Historique des projets de décrets
Bien que le Parlement Jeunesse Wallonie-Bruxelles simule le fonctionnement d'un parlement national, le terme décret a été conservé, qui est employé par la Fédération Wallonie-Bruxelles : son Parlement n'édicte en effet pas des lois, mais des décrets, ce qui permet, en Belgique, de les distinguer des textes émis par le fédéral. Voici un historique des sujets de décret abordés lors du Parlement Jeunesse Wallonie-Bruxelles :
2009-10 (XIVe) :
- Projet de décret visant à une réforme de l’accès aux professions médicales (Catherine Xhardez, Ministre-Présidente, Ministre de la Santé et de l’Enseignement supérieur)
- Projet de décret visant à reconsidérer la neutralité en matière de convictions philosophiques dans les secteurs public, privé et dans l’enseignement (Martin Dethier, Ministre de l'Intérieur)
- Projet de décret visant à revaloriser la parentalité (Catherine Thise, Ministre de la Famille et des Affaires sociales)
- Projet de décret relatif à l’instauration d’un système pénitentiaire humain, éducatif et revalorisant (Nicolas Ryckaert, Ministre de la Justice)

2010-11 (XVe) :
- Projet de décret relatif à l’élaboration d’une politique de coopération internationale et commerciale assurant la souveraineté alimentaire des pays partenaires (Pénélope Heimann, Ministre-Présidente, Ministre de l’Économie, du Commerce extérieur et de la Coopération internationale)
- Projet de décret visant à réformer l’impôt des sociétés, la durée légale du temps de travail et la formation professionnelle (Mohssin El Ghabri, Ministre des Finances, du Travail, de l’Emploi, de la Solidarité et des Entreprises)
- Projet de décret visant à améliorer l’accès à un logement décent et à promouvoir une propriété sociale (Karim Sheikh Hassan, Ministre du Logement, des Affaires sociales, de l’Intégration sociale, de la Politique des Grandes Villes, chargé de la tutelle sur la régie des bâtiments)
- Projet de décret visant à réformer l’encadrement et le soutien des jeunes délinquants (Thibaut Roblain, Ministre de la Justice, de la Jeunesse et de l’Aide à la Jeunesse)

2011-12 (XVIe) :
- Projet de décret visant à dynamiser le marché du travail et à responsabiliser les demandeurs d’emploi (Arnaud Kirsch, Ministre-Président, Ministre de l'Emploi, de la Formation et de l'Intégration Sociale)
- Projet de décret relatif à la politique de migration et d’asile (Baptiste Meur, Ministre chargé de la politique de migration et d’asile)
- Projet de décret visant à faciliter les enquêtes pénales en instaurant un statut légal pour les informateurs et les collaborateurs de justice (Alexandre Navarre, Ministre de la Justice et des Affaires Intérieures)
- Projet de décret visant à légaliser et à encadrer la gestation pour autrui (Sofia Seddouk, Ministre de la Santé, de l'Enfance et des Affaires sociales)

2012-13 (XVIIe) :
- Projet de décret visant à réformer l’enseignement de plein exercice (Cassandre Dumont, Ministre de l’Enseignement obligatoire)
- Projet de décret relatif à la reconnaissance et au financement des cultes et communautés philosophiques non confessionnelles (Soumaya Khayat, Ministre de la Justice)
- Projet de décret visant à l’instauration d’un Service Citoyen (Yasmina Ben Haddou El Khattabi, Ministre-Présidente, Ministre de la Jeunesse et de l’Aide à la Jeunesse)
- Projet de décret visant réformer l’exercice du pouvoir des citoyens, de leurs assemblées et de leur gouvernement (Pierre-Yves Ryckaert, Ministre des Réformes Institutionnelles)

2013-14 (XVIIIe) :
- Projet de décret visant à reformer le Système Carcéral (Stéphanie Ngalula, Ministre de la Justice)
- Projet de décret visant à la protection des mineurs dans l'Audiovisuel (Cynthia Isilola Mukendy, Ministre de l'Audiovisuel)
- Projet de décret visant à l'instauration d'une Taxe Carbone (Virginie De Vellis, Ministre des Finances)
- Projet de décret visant à l'instauration d'un Revenu Parental (Alexy Mesrour, Ministre-Président, Ministre des Affaires Sociales)

2014-15 (XIXe):
- Projet de décret visant à lutter contre le chômage structurel (Adil El Madani, Ministre de l'Emploi)
- Projet de décret visant à l'instauration de voies alternatives de justice pénale (Serdane Baudhuin, Ministre-Présidente, Ministre de la Justice)
- Projet de décret visant à instaurer l'égalité professionnelle entre les femmes et les hommes (Amandine Streel, Ministre de l'Égalité des Chances)
- Projet de décret visant à instaurer l'obligation du don de sang, d'organes et de tissus (Gauthier Feron, Ministre de la Santé)

2015-16 (XXe):
- Projet de décret visant à promouvoir l'égalité intergénérationnelle par une réforme de l'héritage (Samuel Desguin, Ministre des Finances)
- Projet de décret visant à réduire la pauvreté extrême liée à la mendicité et au sans-abrisme par la réinsertion sociale (Constance du Bus, Ministre de l'Intégration Sociale)
- Projet de décret visant à limiter les effets de la reproduction sociale (Julien Janssens, Ministre de l'Éducation)
- Projet de décret visant à diminuer les discriminations en promouvant l'interculturalité (Crystal Kabongo, Ministre de l'Égalité des Chances)

2016-2017 (XXIe):
- Projet de décret visant à réformer la politique culturelle et artistique (Wissem Amimi, Ministre de la Culture)
- Projet de décret visant à la réforme du statut migratoire et du parcours d’intégration (Vincent Martin-Schmets, Ministère de l'Accueil et de la Migration)
- Projet de décret visant à moderniser les institutions démocratiques et lutter contre le déficit démocratique (Ludovic Panepinto, Ministère des Réformes institutionnelles)
- Projet de décret relatif à la réforme du système carcéral ainsi qu’à celle du régime des détenus (Pierre-Yves Hubaut, Ministère de la Justice)

2017-2018 (XXIIe):
- Projet de décret visant à instaurer une information libre et de qualité par une collectivisation du pouvoir médiatique (Sébastien Filori Gago, Ministre des Médias et de l'Information)
- Projet de décret visant à promouvoir un système alimentaire soutenable et responsable (Cloé Devalckeneer, Ministre de l'Agriculture et de l'Alimentation)
- Projet de décret visant la transition vers une mobilité verte (Marie Michotte, Ministre de la Mobilité)
- Projet de décret visant à promouvoir l'égalité des chances par l'édition du génome humain (Chloé Leroy, Ministre de l'Egalité des Chances)

2018-2019 (XXIIIe)
- Projet de décret visant à lutter contre les inégalités internationales via l’instauration de la neutralité non-armée (Mathilde Guillaume, Ministère des Affaires étrangères)
- Projet de décret visant à réformer les soins de santé par la responsabilisation des bénéficiaires (Bastian Gonzalez Vanhespen, Ministère de la Santé)
- Projet de décret visant à promouvoir le bien-être de l’enfant par la responsabilisation parentale (Anissa Descheemaeker, Ministère de l’Enfance)
- Projet de décret visant à lutter contre les violences sexuelles dans l’espace public (Chéima Atia, Ministère de l’Égalité des Femmes et des Hommes)

2019-2020 (XXIVe)
- Projet de décret visant à réduire les inégalités sociales par une réforme du système pénal (Lucas van Molle, Ministère de la Justice)
- Projet de décret visant à promouvoir l’engagement citoyen (François Tempels, Ministère de la Citoyenneté)
- Projet de décret visant à réenchanter le travail par l’introduction d’un revenu de base (Virginie Stranart, Ministère de l’Emploi)
- Projet de décret visant à encadrer les modes alternatifs de parentalité (Hanna-Joséphine D’Alessio, Ministère de la Famille)

2020-2022 (XXVe)
- Projet de décret visant promouvoir une vie de qualité en démystifiant la mort (Sébastien Pannus, Ministère de la Santé)
- Projet de décret visant à lutter contre le sans-abrisme par l’introduction du Housing First (Thomas Ravanelli, Ministère de l’Action Sociale)
- Projet de décret visant à libéraliser le secteur culturel (Ismael Nuino, Ministère de Culture)
- Projet de décret visant à lutter contre le colonialisme par une réforme des institutions scolaires (Dilara Lüle, Ministère de l’Éducation)

2022-2023 (XXVIe)
- Projet de décret visant à instaurer un système d’orientation professionnelle (Ajla Memic, Ministère de l'Éducation)
- Projet de décret visant à améliorer la vie spirituelle péjigonienne par la prévention de l’apparition de secte (Joachim Maes, Ministère des cultes)
- Projet de décret visant à protéger la santé mentale et optimiser le bien-être (Clide Mbolo, Ministère de la Santé Publique, du Bien-Être et de l'Émancipation)
- Projet de décret visant à consacrer des droits à la Terre en Péjigonie (Quentin Libotte, Ministère du Climat et de la Biodiversité)

2023-2024 (XXVIIe)
- Projet de décret visant à favoriser l’égalité des chances par l’instauration d’un capital de départ (Joey Kumps, Ministère de l'Égilité des Chances)
- Projet de décret visant à lutter contre le non-recours aux droits sociaux par la simplification administrative (Louise Bellen, Ministère de l'Action Sociale et de la Simplification Administrative)
- Projet de décret visant à vulgariser la recherche auprès du grand public (Marcelline Lejeune, Ministère de la Recherche et des Médias)
- Projet de décret visant la participation des travailleurs·euses à la gestion des impacts sociaux et environnementaux de leur entreprise (Thibault Crismer, Ministère de l'Économie)

## Historique des présidences
- 2004-05 : Yannick Hartstein (IXe)
- 2005-06 : Maxime Visart (Xe)
- 2006-07 : François Toussaint (XIe)
- 2007-08 : Sophie Wintgens (XIIe)
- 2008-09 : Jean-Yves Pirenne (XIIIe)
- 2009-10 : Catherine Xhardez (XIVe)
- 2010-11 : Maxime Lambrecht (XVe)
- 2011-12 : Thibaut Roblain (XVIe)
- 2012-13 : Arnaud Kirsch (XVIIe)
- 2013-14 : Arnaud Kirsch (XVIIIe)
- 30/03/2014- 17/10/2014 : Cassandre Dumont (XIXe)
- 8/11/2015- 15/03/2015 : Salma Saadi (XIXe)
- 2015-16 : Serdane Baudhuin (XXe)
- 2016-17 : Samuel Desguin (XXIe)
- 2017-18 : Vincent Martin-Schmets (XXIIe)
- 2018-19 : Ludovic Panepinto (XXIIIe)
- 2019-20 : Chloé Leroy (XXIVe)
- 2020-22 : Delara Pouya (XXVe)
- 2022-23: Ismaël Nuino (XXVIe)
- 2023-24: Thomas Ravanelli (XXVIIe)
- 2024-25: Marcelline Lejeune (XXVIIIe)
- 2025-26 : Félicien Raze (XXIXe)